# Edmund Wyss
Edmund «Mundi» Wyss (* 21. Dezember 1916 in Basel, heimatberechtigt in Riedholz und Basel; † 17. August 2002 in Basel) war ein Schweizer Politiker (SP). Er war unter anderem Nationalrat, Regierungsrat von Basel-Stadt und Präsident des Bankrats der Schweizerischen Nationalbank (SNB).

## Leben
Wyss studierte von 1940 bis 1945 an der Universität Basel Nationalökonomie und schloss mit der Promotion ab. Danach war er Sekretär und wissenschaftlicher Mitarbeiter des Schweizerischen Gewerkschaftsbundes (SGB). Seit 1948 war er verheiratet.

## Politische Laufbahn
1947 wurde Wyss in den Grossen Rat des Kantons Basel-Stadt gewählt, in dem er bis zu seiner Wahl in den Regierungsrat 1960 verblieb. Er wurde in einer Ersatzwahl für den in den Bundesrat eingezogenen Hans-Peter Tschudi ohne Gegenkandidat gewählt. Im Regierungsrat übernahm er das Departement des Innern, dessen Vorsteher er bis zum Ende seiner Amtszeit blieb und dessen 1978 erfolgte Umbenennung in Wirtschafts- und Sozialdepartement von ihm initiiert worden ist. Bei den Gesamterneuerungswahlen 1960, 1964, 1968, 1972, 1976 und 1980 wurde er jeweils im ersten Wahlgang im Amt bestätigt. 1984 trat er nicht mehr an. In den Jahren 1962, 1967, 1973 und 1980 wurde er zum Regierungspräsidenten gewählt.
Daneben war Wyss von 1959 bis 1968 Präsident der SP Basel-Stadt und von 1959 bis 1971 Mitglied des Nationalrats. 1961 bis 1963 war er Präsident der nationalrätlichen Zolltarifkommission. Zudem präsidierte er von 1968 bis 1971 auch die Fraktion der SP. Als die Basler SP bei den Nationalratswahlen 1971 einen Sitz einbüsste, verpasste Wyss als drittplatzierter der SP-Liste hinter Andreas Gerwig und Helmut Hubacher die Wiederwahl – ebenso wie sein Regierungskollege Arnold Scheider (FDP).
Von 1960 bis 1968 war Wyss Mitglied des Verfassungsrats beider Basel, der die 1969 in der Volksabstimmung in Baselland gescheiterte Wiedervereinigung der Kantone Basel-Stadt und Basel-Landschaft vorbereitet hatte. Von 1952 bis 1986 war er zudem Mitglied des Bankrats der Schweizerischen Nationalbank (SNB), den er von 1978 bis 1986 auch präsidierte. Hinzu kamen zahlreiche weitere Ämter, wie etwa das Präsidium der Mustermesse Basel.
Als es im Zuge der Jugendunruhen der 1980er-Jahre zu Spannungen innerhalb der SP Basel-Stadt kam und sich auch das Verhältnis zu ihrem Regierungsrat und Polizeidirektor Karl Schnyder zunehmend verschlechterte, war auch das Ansehen von Wyss in Teilen der Partei bereits gesunken. Als Schnyder und ein Teil des Gewerkschaftsflügels 1982 die Partei verliessen und die Demokratisch-Soziale Partei (DSP) gründeten, blieb Wyss zunächst in der SP, auch wenn er nicht mehr in der Partei mitgearbeitet hat. Erst im Sommer 1983 wechselte er wenige Monate vor dem Ende seiner Amtszeit zur DSP. Damit war die SP als grösste Partei Basels bis zu den Wahlen 1984 nicht mehr im Regierungsrat vertreten. Der dritte Sitz ging bereits 1976 verloren, als der im zweiten Wahlgang mit bürgerlicher Unterstützung als wilder Kandidat gegen den von der SP nominierten Helmut Hubacher angetretene Grossrat Hansruedi Schmid noch vor seiner Wahl aus der Partei ausgeschlossen wurde.